# Rosas de Ouro (Juiz de Fora)
Grêmio Recreativo Escola de Samba Rosas de Ouro é uma escola de samba da cidade de Juiz de Fora, no estado brasileiro de Minas Gerais.

## História
No ano de 2004 levou para avenida o enredo, "Tributo a Haidée França Americano, nos 50 anos do Conservatório Estadual de Música". Em 2005 apresentou Rosas de Ouro canta Museu Mariano Procópio: História viva de amor...
Escola tradicional do carnaval da cidade, em 2010 esteve fora dos desfiles oficiais.

## Carnavais
| Ano       | Colocação    | Grupo        | Enredo                                                                             | Ref.                                          |
| --------- | ------------ | ------------ | ---------------------------------------------------------------------------------- | --------------------------------------------- |
| 2004      | Campeã       | 1C           | Tributo a Haidée França Americano, nos 50 anos do Conservatório Estadual de Música | Carnavalescos: Sérgio Passos e Thomaz Fonseca |
| 2005      | 6º lugar     | 1B           | Rosas de Ouro canta Museu Mariano Procópio: História viva de amor...               | Carnavalescos: Sérgio Passos e Thomas Fonseca |
| 2010-2011 | Não desfilou | Não desfilou | Não desfilou                                                                       |                                               |